# Stefan Reichmuth
Stefan Reichmuth (20 settembre 1994) è un lottatore svizzero, specializzato nella lotta libera. Ai campionati mondiali di Budapest 2018 ha vinto la medaglia di bronzo nella categoria degli 86 chilogrammi.

## Palmarès
- Mondiali

Budapest 2018: bronzo negli 86 kg.